# Palaeosaniwa

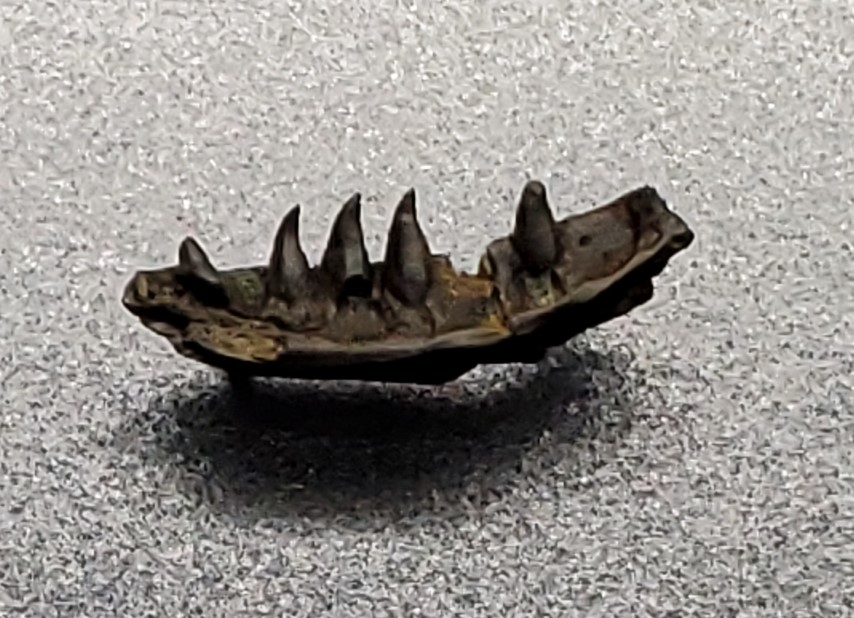
Spodní čelist ještěra.

Palaeosaniwa ("pravěká Saniwa") je rod pravěkého ještěra, žijícího na konci křídové periody (před 66 miliony let) na území západu Severní Ameriky (USA a Kanada).

## Popis
Fosilie tohoto pravěkého plaza byly objeveny v kanadské provincii Alberta a formálně popsány v roce 1928 paleontologem Charlesem W. Gilmorem. Obvykle jsou objevovány zejména jednotlivé izolované zuby a obratle. Zajímavostí je, že s délkou asi 3,5 metru (srovnatelný s varanem komodským) patří k největším známým křídovým varanům. Spolu s dalšími zhruba 83 % ještěrů a neptačími dinosaury vyhynul na konci křídy před 66,0 miliony let v průběhu velkého vymírání K-T.

## V populární kultuře
Rod Palaeosaniwa je zmíněn například v knize Poslední dny dinosaurů, kde zaútočí na jednoho z cestovatelů časem (astronoma Kowalského) a způsobí mu zranění na noze.